# 1563
| 1563               |
| ------------------ |
| Dødsfald - Fødsler |
| • Begivenheder     |

| Gregoriansk kalender | 1563 MDLXIII            |
| Ab urbe condita      | 2316                    |
| Armensk kalender     | 1012 ԹՎ ՌԺԲ             |
| Kinesiske kalender   | 4259 – 4260 壬戌 – 癸亥 |
| Etiopisk kalender    | 1555 – 1556             |
| Jødisk kalender      | 5323 – 5324             |
| Hindukalendere       |                         |
| - Vikram Samvat      | 1618 – 1619             |
| - Shaka Samvat       | 1485 – 1486             |
| - Kali Yuga          | 4664 – 4665             |
| Iransk kalender      | 941 – 942               |
| Islamisk kalender    | 970 – 971               |

Konge i Danmark: Frederik 2. 1559-1588; Danmark i krig: Den Nordiske Syvårskrig 1563-1570
Se også 1563 (tal)

## Begivenheder
- 31. juli - Frederik 2. erklærer krig mod Sverige og indleder derved Den Nordiske Syvårskrig
- Efter en belejring i august og september må den svenske befalingsmand på Älvsborg, Erik Kragge, og hans 700 mand overgive sig til den danske hær i Syvårskrigen. Danskernes udbytte blev på næsten 150 kanoner – de 25 af kobber.
- 15. september – Avskær nedbrændes af svenskerne.